# 劉盛藻
刘盛藻（1828年—1883年），字子务，安徽肥西人。
道光八年九月出生，与刘铭传同宗，早年考上秀才，為塾师。咸丰年间与刘铭传在大潜山北清规寺兴办团练，同治元年加入淮军，在江苏、浙江、山东等地镇压太平军、捻军，获按察使衔。同治六年（1867年）一月，由於捻亂，李鴻章和曾國荃採取分進合擊捻軍，曾國荃遣鮑超率“霆軍”東下，劉銘傳大敗，為鮑超所救，銘傳推卸責任，劉盛藻和鮑超受處分。光绪元年，辞归。光绪五年，调授直隶大顺广道。光绪九年（1883年）十月于浙江去世。